# Hey!リキ
『Hey!リキ』（ヘイ リキ）は原案：髙橋ヒロシ、作画：永田晃一による日本の漫画作品。不良少年を題材としている。元々は高橋のデビュー作として『月刊少年コミック』（少年画報社）創刊号から休刊号まで連載。後に高橋が原案、高橋の元アシスタントである永田が作画担当として長編作品にリニューアルされ、『ヤングキング』（同）にて2004年6号から2015年6号まで連載された。
『ヤングキング』（少年画報社）2009年18号では、本作と柳内大樹の『ギャングキング』、SP☆なかてまの『BALANCE』がコラボしたイラストの表紙となっている。

## あらすじ
硬派で喧嘩は無敵だが女の子にもモテたい、花椿高校2年F組 早乙女リキ。そんな彼が熱い仲間達と共に他校との抗争や恋に突き進む。

## 登場人物

### 花椿高校
元々は共学だったが数年前から女子が減り続けて、男子校となってからは街でも悪名高い不良校として台頭している。当初は明確な番長はおらず井沢が事実上仕切っていたが、後に彼を破ったリキが実質的な番長となり、3年に進級したことで名実共に番長となった。新入生の間では最強を決める戦いが毎年行われている。

#### 早乙女世代
早乙女 力（さおとめ りき）
本作の主人公で後に花椿の番長となった。2年F組→3年B組。柳二中出身。劇中では同級生達からは"リキ"、近所の大人からは"リキ坊"と呼ばれる。非常に強面で体格が良く、髪型は中学時代はリーゼント、初期は坊主頭でやがてスキンヘッドになった。顔の傷は幼い頃に犬につけられた物らしく、そのため犬が弱点。喧嘩の強さは作中屈指で相手を軽々と投げ飛ばしたり大学の相撲部を張り手一発で気絶させ、バットで殴られたり車に撥ねられてもかすり傷で済むなど身体も頑丈。女性に対しての免疫は皆無に等しく、加藤に見せられたアダルトビデオを見て倒れたり三国田商業に通う律子に一目惚れしても想いを伝えられないでいる。後に井沢、天坊の神谷、華帝会の後藤といった1世代上の顔役達を倒してからは"トップランカー"として認識されるようになり、ハマーズ兄弟をはじめとする多くの人間に狙われることもあるがその都度撃退している。近所では悪童として恐れられており、中学時代は白スーツを着用して当時の仲間であったクマタツや馬原と共に暴れ回って3つの中学を支配していた。達也曰く「中学時代のリキと戦うぐらいなら熊と戦った方がマシ」とのこと。仲間を思う気持ちは熱く、サブやヒロポンを諭すようにもなるなど他人の上に立つ者として人間的にも成長していく。天坊の源三とは中学時代から犬猿の仲で(不意打ちではあったが)初めて敗北した相手でもある。
3年時に再び起きた天坊との抗争では8対8のタイマンで大将として矢沢を敗り、源三との3年越しの対決では1度はクロスカウンターでダウンさせ、第2ラウンドとして激闘を繰り広げたが勝敗は不明。なお、達也とも戦っているがこちらも勝敗は不明。卒業時に今度こそ律子に想いを伝えに行くところで仲間達から檄を飛ばされ、それに応えたところで物語の幕は閉じる。
田中 三郎（たなか さぶろう）
リキの同級生で2年F組→3年C組。坊主頭と関西弁が特徴。通称"サブ"。ヤクザ映画を好み、リキを"アニキ"と呼ぶなど舎弟として振る舞っている。臆病で喧嘩は弱く、一時期周りに頼りすぎていたところをリキに指摘され、目を覚まして天坊の生徒相手に喧嘩を挑むなど人間的にも成長していく。ヒロポンとは特に仲が良く、彼が華帝会によって深い傷を負わされた際には人一倍復讐に燃えるなど仲間を思う気持ちも熱い。酒屋の息子だが全く酒が飲めない。将来は絵本作家として極道モノの作品を描くことが夢。中学時代荒れていたリキが彼との出会いを通じて変わったと言われているが、劇中でその詳細が描かれることはなかった。
卒業後は家業を継ぎつつ、将来の夢を叶えるために修行すると語っていた。
広本 タクヤ（ひろもと タクヤ）
2年F組→3年B組。名字をもじって"ヒロポン"と呼ばれる。元々はいじめられる度に転校を繰り返しており、その末に花椿に転校してきた。なお、本人は花椿のことを名前だけで「華やかな所」と認識していた模様。当初はリキ達のことも避け、卑屈な性格だったが彼らとの学校生活を送っていくと共に成長していった。花椿では唯一の一般人で学もある程度あるが、サブに鬼電をするなど常軌を逸した部分もあり怒ると怖い。喧嘩の腕は皆無に等しいが腕力はサブよりある。見た目も中身もそっくりな母親がいる。華帝会との抗争で深い傷を負わされてしまい、しばらく塞ぎ込んでしまったが無事に復帰した。
3年時には天坊との抗争に巻き込みたくないリキから敢えて突き放されてしまうも「自分にできること」として天坊幹部の情報を集め、矢沢の過去を知った際には「踏み込んではいけない」と感じていたが、後に李にその情報を託した。卒業後は大学で教員の資格を取って花椿に恩返ししたいと語っていた(花椿創立以来初の大学進学者として職員室では大騒ぎになっていた模様)。
三好 達也（みよし たつや）
2年F組→3年A組。江谷中出身。赤髪が特徴で当初は逆立てていたが、3年時にはオールバックに変わった。顔の2箇所の傷は1度目の天坊との抗争時に石川によってつけられたもの。中学時代は赤髪と倒した相手の返り血で真っ赤に染まっていたことから"赤い狼"と呼ばれており、リキが唯一支配下に置かなかった男で天坊の李が初めて戦慄した男でもある。そのため花椿での実力はリキに次ぐNo.2で矢沢にも一目置かれている。仲間からの信頼も絶大であり、源三とリキのタイマンの立会人を務めた。両親は離婚しており、2歳下の進藤優也は実の弟。
3年時の天坊との2度目の抗争での8対8のタイマンでは7番手として李と対決。前述の因縁が判明するとともに当初は彼のテコンドーによる多彩な足技に苦戦するも天性の格闘センスと経験で必殺技である"ネリョチャギ"を間一髪で躱し、そのまま小外刈りで上をとって勝利した。なお、卒業前にリキとも戦っているが勝敗は不明。
山下 和久（やました かずひさ）
2年F組→3年D組。モヒカンが特徴で通称"カズ"。主要メンバーの中では人一倍気性が激しく、特に幼い頃からの友人である菊雄のことは誰よりも大切に思っている。悪ノリをする部分や妄想癖もある。"ウラビデオ大王"こと加藤は中学の後輩。
3年時の2度目の天坊との抗争での8対8のタイマン対決では1番手として松倉と対決。結果は彼の騙し討ちに遭ってしまい敗北。その際には悔しさを滲ませ、リベンジを誓った。
鈴木 菊雄（すずき きくお）
2年F組→3年A組。ドレッドヘアが特徴。主要メンバーの中では比較的背が高く、カズとは幼い頃からの友人で特に仲が良い。華帝会との抗争では三国田商業の平島の嘘のせいで重傷を負ってしまうも無事に復帰した。天坊の橋元とは中学時代から因縁があり、目尻の傷も彼によってつけられたもの。実家は中華料理屋を経営しており、度々手伝わされるためか「家族経営は嫌だ」と愚痴をこぼしている。
3年時の2度目の天坊との抗争での8対8のタイマン対決では2番手として橋元と対決。前述の因縁が判明し、激闘の末に彼を押し切って勝利した。
川崎 英貴（かわさき ひでたか）
2年F組→3年E組。通称"ヒデボー"。女遊びが激しく暇さえあればナンパをしており、彼の携帯には数多くの女性の連絡先がストックしてある。本人曰く「携帯は命の次に大切」とのこと。そのため、男子校の花椿では他の生徒から嫉妬されることも多い。主要メンバーの中では一回り小柄であるが、非常に身軽で確かな実力の持ち主。
3年時の2度目の天坊との抗争では花椿狩りをしていた矢沢に敗北。8対8のタイマン対決では6番手として藤村と戦う予定だったが、前述の矢沢戦でのダメージと優也の強さを認めていたことから彼に出番を譲った。
赤いキツネと緑のタヌキ
達也と同じ江谷中出身の2人組。達也の存在で霞んではいるが、江谷中を裏の番人として支えていたこともあるなど花椿でも上位の実力者。達也の下に付いた理由は謎だが、噂によるとヤクザ絡みの事件から救ってもらったのがきっかけの模様。
赤井 勝音（あかい かつね）
"赤いキツネと緑のタヌキ"の片割れ。名前こそ赤いキツネを連想させるが、大柄な体格で緑の服を着ているなど逆の特徴を持つ。天坊の柳原曰く「ややこしい」とのことで、米田には「逆だろ！？」と突っ込まれていた。見た目に反して非常に声が可愛く、それを聞いた米田は腹を抱えて大笑いしていた。
2度目の花椿と天坊との抗争ではサブに招聘されて登場。8対8のタイマン対決では3番手として米田と対決。当初はラッシュで圧倒されるも一撃で彼の石頭を貫通して勝利した。
緑野 大気（みどりの たいき）
"赤いキツネと緑のタヌキ"の片割れ。名前こそ緑のタヌキを連想させるが、細身の体格かつキツネ目で赤髪が特徴。天坊の柳原曰く「ややこしい」とのことで、米田には「逆だろ！？」と突っ込まれていた。中学時代は敵の多い達也の影武者としても活動しており、2度と歯向かってこないように相手を徹底的に叩き潰す喧嘩スタイルのため、周りからは「おっかない」と称される。
2度目の花椿と天坊との抗争ではサブに招聘されて登場。8対8のタイマン対決では4番手として柳原と対決。途中までは彼を圧倒し「間違いなく俺より強い」と言わしめたが、一瞬の油断を突かれて石で頭を割られてしまい、そのまま両者共倒れの引き分けに終わった。

#### 加藤世代
加藤 貴（かとう たか）
リキ達の1つ歳下で同学年の頭。カズの後輩。"ウラビデオ大王"と呼ばれるほどアダルトビデオに精通しており、ハードな物からソフトな物など色々なジャンルを所持しているが、それなりに元手もかかっている模様。初対面のサブやヒロポンにもビデオを紹介するなど性格も良く、色々な意味で頼りになる男だが怒るととても怖く、特に喧嘩でゾーンに入った時は手がつけられないほど凶暴化する。1年時は染めた髪に眼鏡をかけていたが2年時には黒髪に髭を生やしており、2度目の天坊との抗争からは眼鏡を外している。
2年時の2度目の天坊との抗争での8対8のタイマン対決では5番手として春木と対決。当初は砂掛けからのラッシュで圧倒するも空手の有段者でもある春木のカウンターによる膝蹴りで形勢逆転。そのまま敗北し、悔しさを滲ませた。リキ達の卒業時に起きたJET団とのいざこざでは、自分達の力のみで解決しようとするなど次世代の花椿を担うに相応しい男となっていた。
立花（たちばな）
加藤の同級生だが本人は彼のことを嫌っている。首筋の星印のタトゥーが特徴。李の中学の後輩でリキが率いる花椿に不満を抱いていたため、花椿と天坊の2度目の抗争では情報を流していたが、矢沢からは「よく喋る口だな」と怒りを買って灰皿で前歯を全て折られた。それ以来矢沢を恨んでおり、抗争後に兄の協力で彼を刺して重傷を負わせた。しかし、その際に矢沢が自分を逃してくれたことから自身の行動を後悔し、最後は警察に自首した。

#### 進藤世代
進藤 優也（しんどう ゆうや）
リキ達の2つ歳下で1年覇権戦線の覇者(成り行きで)。見た目は普通のため、全くのノーマークだったが柔術と総合格闘技の経験者。その実力は同世代最強で郭の腕をあっさりと極め、小杉も3度敗北しているとのこと。両親が離婚した際に母親に引き取られたため名字は違うが、達也の実の弟。そのため当初は周りから「達也の七光り」と陰口を叩かれるなど反感を買っていたが、格上の達也に挑んで激闘を繰り広げたことから周りにも認められた。達也曰く「優しい」ため、相手を徹底的に叩き潰すことに消極的な部分もある。
天坊との2度目の抗争では一足先に矢沢と対決。彼の腕を極めるも折ることが出来ない姿勢を指摘され、ナイフで足を刺されて敗北。8対8のタイマン対決ではヒデボーに代わってもらって6番手として藤村と対決。圧倒的な体格差にも関わらず彼の腕を極めて折るもそこで油断してしまい、そのまま藤村の拳を浴びて敗北してしまった。
小杉 省吾（こすぎ しょうご）
優也の仲間で彼と同じく他県から花椿に入学してきた。銀と同じ1年C組でオールバックが特徴。1年覇権戦線には特に介入していなかったが、その実力は銀を一瞬で倒すほど。しかし、優也には3度挑んで全て敗北している模様。銀からは敬意を込めて(？)"ショー・コスギ"と呼ばれている。
前田 銀二郎（まえだ ぎんじろう）
1年C組。三中出身。大柄な体格が特徴で取り巻きを数人連れている。花椿制覇を夢見ており1年覇権戦線も順調に勝ち上がっていたが、小杉に完敗。初めて喧嘩に負けたことから覇気が無くなってしまい、森脇にも引いてしまうほどになってしまったが、取り巻きの1人である義男にその姿勢を指摘され、彼が格上の森脇に挑んだ姿を見たことで目を覚まし、そのまま森脇と激闘を繰り広げて勝利、1年覇権戦線に復帰した。1度負けた自分と戦ってくれた森脇には感謝しており、そのため同級生の中でも特に仲が良い。四中出身で天坊に入ったアリアスにはいつも手玉に取られているがライバルだと感じており、それゆえに退学寸前で消極になっていた彼には怒りを見せた。見た目通り足が遅く、カナヅチ。和式トイレではズボンを完全に脱がないと用を出せない一面もある。
森脇 健一（もりわき けんいち）
1年A組。1年覇権戦線に参戦しており、日置を倒すほどの実力者。銀のことは一応認めていたため、小杉に負けて覇気が無くなっていた彼に失望していたが、目を覚ました彼を見た時は嬉しそうな顔を見せていた。そのまま目を覚ました銀と激闘を繰り広げて敗北したが彼からは感謝されており、互いのピンチを助け合うようにもなるなど仲良くなった。
日置 昌信（ひおき まさのぶ）
1年E組。色の薄いサングラスをかけている。1年覇権戦線にも参戦して勝ち上がっていたが、森脇と激闘の末に敗北してしまった。その後は他の同世代主要メンバーと行動を共にしており、2度目の天坊との抗争では入学以来あまり目立っていなかったからかヒートアップしていたが、矢沢には一瞬で倒された。
直木 俊平（なおき しゅんぺい）
1年F組。白沢中出身で"チョッカクコンビ"の片割れ。サングラスが特徴。相棒である郭とは特に仲が良く、中学時代に転校してきた自分を唯一温かく迎えてくれた彼に内心感謝している。1年覇権戦線にも郭と共に参戦して順調に勝ち上がっていたが、郭が優也に敗北してしまう。そのため郭の敵討ちとして優也に挑んだが、結果は抑え込まれて敗北してしまった。その後は他の同世代主要メンバーと行動を共にしている。
郭 泰永（かく たいえい）
1年F組。白沢中出身で"チョッカクコンビ"の片割れ。パーマをかけた髪に髭を生やしている。相棒である直木とは特に仲が良い。1年覇権戦線にも直木と共に参戦しており、順調に勝ち上がっていたが優也にあっさりと腕を極められて脱落してしまった。その後は他の同世代主要メンバーと行動を共にしている。
吉田 義男（よしだ よしお）
銀の取り巻きの1人。大好きな祖父がつけてくれた自分の名前を大切に思っており、それを馬鹿にした人間には怒りを見せている。銀の事は純粋に慕っており、それゆえに覇気が無くなって森脇にも引いてしまった彼には怒りを見せ、敵わないと分かっていながらも森脇に挑んで敗北した。しかし、それを見た銀が目を覚ましたことに喜び涙した。

#### 井沢世代
井沢 新二（いざわ しんじ）
リキ達の1つ歳上で花椿を事実上仕切っていた男。サングラスが特徴。イケイケな性格でヤクザの幹部である兄がいるらしく、拳銃も所持している。その影響力もあって勢力を拡大していたため田口や山脇をはじめとする内部からは陰で「小物」と蔑まれているが、曲がりなりにも花椿を仕切っていたことから達也からは一目置かれているなど一定の評価もある。リキ達2年F組との抗争ではメンバーを闇討ちしたり退学に追い込むなどしていたがリキとのタイマンで敗北した。
リキに敗れて以来姿を消していたが卒業前に再び姿を現し、留年したことを機に退学届を出したが昔の勢いは消えていた。それを見かねたヒデボーの計らいで各校の顔役達と顔を合わせ、仲間に慕われる神谷達を見て「オレはどこで道を間違えたのか」と後悔を見せていたが、"最後の祭り"では久し振りに生き生きとした表情を見せていた。
田口（たぐち）山脇（やまわき）
井沢と共に行動している2人組。スキンヘッドにシルクハットを被っているのが田口、大柄で刺青を入れているのが山脇。表向きは井沢に従っていたが内心では「小物」と見下しており、彼のことを利用してのし上がろうとしていた。リキ達2年F組との抗争ではリキに2人まとめて完敗し、それ以来姿を消したことから退学したのではないかと推測された。

#### 花椿関係者
坂上 俊男（さかがみ としお）
元・花椿の生徒で物語開始の半年ほど前まではリキ達のクラスメートだった。現役時代はリーゼント、現在は短髪に眼鏡が特徴。学年は一緒だが、留年していたため歳は1つ上。現在はガス配送のほか点検や交換作業の仕事に就いており、リキに手伝わせることもある。リキは悪態を吐くが彼の働く姿を見て「すごく大人に見える」と素直に敬意を払っている。本人も社会人として生きていることを悪くは思っていないが、昔のような喜怒哀楽が消えていくことを感じており「もう一度花椿の生徒に戻りたい」と吐露していた。

### 天坊工業高校
全校生徒約900名でそのうちの8割が世に言う不良少年。最近台頭してきた花椿と異なり、昔から他所でも名を轟かせている街でも最大勢力を誇る不良校。学年による上下関係は非常に厳しく、3年に無許可での私闘は厳禁など数多くのルールが存在しているため"天坊城"とも呼ばれる。2年生は毎年、3年幹部の管理下で最強を決める"ワンデートーナメント(短時間で複数の喧嘩を戦い抜いて勝ち上がっていくもの)"が行われて同世代の頭を決めている。

#### 矢沢世代
リキ達と同世代。
矢沢 大起（やざわ だいき）
機械科2年→天坊3年頭。2年生の途中から天坊に転入してきた白髪に青い瞳を持った細身の男。性格は"狂犬"と称されるほど凶暴で神谷にも噛み付く程だが、冷静さと抜群の行動力も兼ね備えている。仲間からは"ロボット"と言われたこともあるなど基本的には冷徹で人間らしさが感じられないが、本人曰く神社や幽霊の類は苦手なようで、自分のすぐ後ろから勢いよく飛び出したヒロポンに声をあげて驚き固まってしまう一面もあった。その実力は天坊最強と称され、細身の身体を活かしたスピードと抜群の身体能力が武器で不意打ちや急所狙い、凶器も躊躇なく使用する。トーナメントでは李及び柳原との喧嘩に勝利し、特に優勝候補とされていた李とは激闘を繰り広げた。決勝では片目が塞がった状態で藤村と対決。自身の怪我を案じた藤村の制止を振り切って自らナイフで瞼の血を抜くなど凶暴さを見せつけ、対決するも既に満身創痍だったため敗北してしまった。しかし、後にリベンジを果たして同世代最強に返り咲き、神谷を闇討ちした犯人を誰よりも速く捕まえたことが決め手で天坊を引き継いだ。
天坊に流れ着くまでは違う土地で暮らしており、地元でも名家だった矢沢家に産まれ、幼い頃から文武両道の少年で周りの憧れの的だった。医者の父とアメリカと日本のハーフである母を持ち、青い瞳は母親譲り。しかし、父親が仲間に金を持ち逃げされて自殺してしまい、白髪も自殺した父親を発見したトラウマによるもの。それがきっかけで周りからは掌を返されてしまい、母親と共に地元から姿を消した過去を持つ。この出来事は自身に深い傷を与え、現在の人物像が築かれたきっかけとなった。それ以来仲間を作ることもせず、特に一度でも仲間を裏切った人間を「何度でも同じことをする」と拒絶しており、花椿の情報を流していた立花の前歯を全部折っている。
3年時の2度目の花椿との抗争時ではその性格から当初は1人で自由に動き回っており、ヒデボーと優也を倒して達也とも互角以上に戦ったが決着はつかなかったため、それ以来達也に一目置いている。また、源三とは個人的に激闘を繰り広げたものの惜敗。彼からは「俺に勝てないようじゃリキには一生勝てない」と言われてしまい、それ以来リキを意識するようになると共にリベンジを誓った。その後は李の説得で派手に動く事はせず、花椿との8対8のタイマン対決では大将としてリキと戦い、当初は持ち前のスピードを活かして金的と彼のケガを攻めるなどして圧倒したが、リキの並外れたタフネスとパワーに苦戦し、死闘の末に倒される。それでも幾度となく立ち上がるなど執念を見せたが、最後は父親との記憶を思い出して力尽きた。抗争後の特に動きはなかったが、立花に刺されて重傷を負って入院してしまい、その際に自分を本気で心配してくれた幹部達を見て初めて穏やかな表情を見せた。その後は父親の墓参りに行き、そこには李をはじめとする「信頼出来る仲間」の姿があった。
李 陽一（り よういち）
電子科2年→3年幹部。秀南中出身。片眉に切り込みを入れており、髪色は2年時は黒だったが3年時には金髪になっていた。常に冷静沈着で合理的な性格のため冷酷に見られることもあるが、実際は仲間に檄を飛ばしたり心配するなど仲間思いの一面もあり、神谷達にも比較的可愛がられていた。テコンドーの経験者で2年最強決定戦では優勝候補とされ、矢沢と1回戦で激闘を繰り広げるも惜敗。しかし、先輩である竹尾からは「天坊の頭脳」、同級生達からは「名参謀」と呼ばれるなど頭の回転も速く、実力も矢沢に次ぐNo.2である。名字の通り在日朝鮮人で中学時代は虐められそうになったが、それを跳ね返してからは強さを求めて喧嘩を繰り返していた。達也の喧嘩を偶然見た際に初めて恐怖感を覚えた過去があり、それ以来達也を越えることを目標としている。
3年時の2度目の花椿との抗争では参謀として天坊を統率し、花椿を追い詰めた。その後の8対8のタイマン対決では7番手として達也と対決。前述の過去及び因縁が判明するとともにテコンドーを活かした多彩かつ威力抜群の足技で互角以上に渡り合い、必殺技の"ネリョチャギ"を放つも間一髪で躱されてしまう。そのまま倒されて殴打を浴び、起死回生の一手として自身の血を目潰しとして吹きかけるも決定打にはなり得ず、返り血を浴びた達也を見て"赤い狼"を連想し敗れた。抗争後は重傷を負った矢沢を誰よりも心配するなど仲間思いの一面を改めて見せた。
藤村 克也（ふじむら かつや）
2年制御科→3年幹部。大柄な体格と目尻の傷が特徴。春木からは「ブーちゃん」と揶揄われて激怒することもあるが、何だかんだ気が合う模様。一方で曲がったことと卑怯なことを嫌うため、卑怯な喧嘩をする松倉との相性はあまり良くない。天坊の中では人一倍矢沢の考えに賛同し、2年最強決定戦では松倉と春木を倒した後に矢沢と対決して勝利し、2年最強決定戦を制するも、矢沢は満身創痍だったため不完全燃焼となった。その後は3年幹部からの制裁を承知で、五分の条件のもと矢沢と個人的に戦い敗北した。そのため矢沢のことは誰よりも認めている。
3年時の2度目の花椿との抗争では指揮権を要求した源三には激怒して(不意打ちで)病院送りにした。その後の8対8のタイマン対決では6番手として優也と対決。体格差から彼を舐め切っていたため投げられた上に腕を折られてしまうが、油断した優也を残った片腕で撃沈させて勝利し、彼を「末恐ろしいガキ」と評価した。
春木 ツトム（はるき ツトム）
電子科2年→3年幹部。逆立てた金髪が特徴。藤村や矢沢を揶揄ったりするなどお調子者な性格で花椿との抗争では相手に対して「恨みはないけど戦争だから仕方ない」と言うなど悪人では無い。実家は「春木宝石堂」という宝石店を営んでいる御曹司のため、幼少時は"ツトム坊ちゃん"と呼ばれていた。中学時代までは有名進学校でトップの成績だったらしいが、父親の一言で天坊に入学した異色の経歴の持ち主。しかし、職業柄身を守るために幼少期から空手を叩き込まれており、本人曰く「サボってばっかり」らしいが、それでも黒帯の有段者。2年最強決定戦では橋元を一撃で倒し、藤村も実力では圧倒するものの経験の差で敗北した。
3年時の2度目の花椿との抗争での8対8のタイマン対決では5番手として、仲間や入院する父親に一勝を捧げるためにも加藤と対決。序盤は砂掛けからのラッシュで防戦一方になってしまうもカウンターの膝蹴りを決め、そのまま勝利した。
柳原 秋太（やなぎはら しゅうた）
2年設備科→3年幹部。島田四中出身で茶髪の長髪が特徴。相棒である米田と比べて冷静な性格。小学生時代は貧乏だったため周りから孤立していたが、そんな自分と唯一仲良くしてくれた米田とは気が合い、中学時代は"四中の二枚看板"と言われていた。そのため1度も喧嘩したことがなかったが2年最強決定戦にて初めて米田と対決し、激闘の末に勝利。それでも彼との友情は変わらなかった。その後は矢沢と対決し、当初はダメージを負った彼に対して優勢だったがバックドロップで敗北。
3年時の2度目の花椿との抗争での8対8のタイマン対決では4番手として"緑のタヌキ"こと緑野と対決。彼の実力の前に一方的に叩きのめされてしまうが一瞬の隙をついて石で頭を割って形勢逆転、両者共倒れの引き分けに終わった。
米田 淳（よねだ じゅん）
2年電気科→3年幹部。島田四中出身で襟足が長い。相棒である柳原に比べて血の気が多く、不良事情にも疎い。柳原とは小学生以来の親友で中学時代は"四中の二枚看板"と言われていた。そのため1度も喧嘩したことがなかったが2年最強決定戦にて初めて柳原と対決し、激闘の末に敗北。悔しさを滲ませながらも彼にエールを送るなど、その友情は変わらなかった。
3年時の2度目の花椿との抗争での8対8のタイマン対決では3番手として"赤いキツネ"こと赤井と対決。声色を揶揄って挑発し、一方的に殴るなど序盤は優勢を保ち、彼の一撃を石頭で受け止めるも貫通されて敗北し、一撃で敗れたことの悔しさを滲ませた。なお、赤井との激闘を経て信じられない悪夢を見た模様。
橋元 正宗（はしもと まさむね）
2年制御科→3年幹部。ガラの悪いことで有名な北中出身で頭を張っていた。オールバックと髭が特徴。かつては常にナイフを携帯しており、菊雄に傷をつけた張本人。しかし自身も脇腹を刺されており、それ以来ナイフの性質を思い知って封印している模様。また、中学時代の仲間が松倉にやられたことがあるらしく、彼の喧嘩スタイルを唯一知っていた。2年最強決定戦では春木と対決。周りからは勝利が確実視されていたが、まさかの一撃で敗北してしまった。
3年時の2度目の花椿との抗争での8対8のタイマン対決では2番手として菊雄と対決。前述の因縁が判明すると共に激闘を繰り広げたが彼に投げ飛ばされてしまい、そのまま倒されて敗北。決着後は敗北したことの罪悪感を感じていたが、柳原に「気にするな」と声をかけられた。
松倉 成二（まつくら せいじ）
2年機械科→3年幹部。天坊幹部の中では最も髪型が変わっており、初登場時はドレッドヘア、2年最強決定戦以降は坊主頭、3年時は茶髪の短髪となっていたが、一貫して髭は生やしている。騙し討ちなどの卑怯な喧嘩を好み、相手に対しても「戦場だったら殺されていた」と言うなど後ろめたさは感じていない模様。そのため卑怯なことを嫌う藤村との相性はあまり良くない。2年最強決定戦では藤村と対決。怪我したフリをして彼を油断させて一方的に殴ったが、一撃で壁際に叩きつけられて敗北した。
3年時の2度目の花椿との抗争では1番手としてカズと対決。わざと遅刻した芝居を打って油断させ、そのまま騙し討ちで勝利した。悔しがるカズに対して「みっともない」と吐き捨てたが仲間達からはあまり良い顔をされず、ヒロポンにも批判されたためカズとはいずれ正々堂々と戦うことを宣言した。

#### 神谷世代
リキ達の1つ歳上の世代。
神谷 輝雄（かみや てるお）
"将軍"の異名で恐れられる天坊工業の絶対的な頭。リーゼントと左頬の大きな傷が特徴。ボクシングの経験者でジムの先輩には「十分プロで通用する」と言われ、華帝会の咲田を病院送りにしたこともあるなどその実力は折り紙つき。そのため街でも屈指の実力者と称されていた。強さだけでなく、石川を黙らせるほどの気迫と幹部達が忠誠を誓うほどのカリスマ性も兼ね備えている。リキが律子の友人である京子を弄んだ中川を含む天坊の生徒数人を倒し、松嶺も達也に倒されたことで花椿との本格的な抗争に踏み込んだ。抗争では石川達幹部を使って花椿の生徒を徹底的に痛めつけるもリキに学校に乗り込まれ、タイマンではボクシングのスピードとテクニックで圧倒するも彼の並外れたタフネスに苦戦し逆に追い詰められ、最後はリキに絞め落とされて敗北した。その後は自身が敗北したことに責任を感じ、地盤強化のために2年最強決定戦を早めに取り行うなど天坊の伝統を変えるなど柔軟さも見せた。矢沢達の下剋上を待っていたところを中学生に闇討ちされて重傷を負ってしまうも矢沢が誰よりも犯人を見つけたことで彼の行動力の早さを評価し、天坊を託した。
卒業後はプロボクサーになるべく上京する予定であり、卒業式では天坊を退学してしまった松嶺を呼ぶなど仲間思いの一面を見せた。"最後の祭り"でも仲間達とともに楽しんでおり、互いの健闘を称え合った。
石川 義勝（いしかわ よしかつ）
天坊のNo.2でオールバックが特徴。柄シャツを着ていることが多い。血の気が多く凶暴な性格で怒るとすぐナイフを抜き、ナイフを使わずとも柳原と米田を同時に相手して渡り合うなど実力も高い。そのため彼らからは「気の強さなら神谷さんよりも上」と言われている。また、上下関係にも人一倍厳しく、勝手に私闘を行った藤村に制裁を与えたり矢沢を(不意打ちとは言え)徹底的に痛めつけた。花椿との抗争では天坊の生徒を引き連れて達也などを徹底的に痛めつけ、顔をナイフで刻んで傷をつけた。その後は学校に乗り込んできたリキには一蹴され、遅れてきた達也と再び対戦。激闘の末に再びナイフで傷をつけるも達也に押し切られて敗北した。その後は入院した後に復帰し、反抗的な矢沢達には人一倍厳しい態度を取っていたが、彼らの下剋上を経て認めた。
初登場時は達也に負けた松嶺を「ツラ汚し」と吐き捨てナイフで脅すなどしていたが、後半では仲間を思いやる一面も見せた。
松嶺 昇（まつみね のぼる）
天坊三人衆"松竹梅"の1人で幹部として天坊を取り仕切っていた。金髪と黒髪のリーゼントが特徴。花椿との抗争で学校に乗り込み、達也と対決するも完敗してしまい、それを他の幹部に咎められた。
達也に負けてからは全く姿を現さず、周りからも「逃げた」と言われていたが卒業式の際に姿を現し、天坊を退学したことが明らかになった。しかし実際は母親が倒れてしまい、幼い弟や妹の面倒を見るべく家庭を支えていたために学校に行ってなかったことが神谷の口から明かされたが、達也に負けたことへの恥ずかしさから逃げた部分もあると打ち明け、それでも「仲間達と卒業したかった」と吐露し、彼らとも打ち解けた。そのきっかけを作って呼んでくれた神谷には感謝の言葉を口にしていた。
竹尾 修一（たけお しゅういち）
天坊三人衆"松竹梅"の1人で幹部として天坊を取り仕切っている。逆立てた白髪が特徴。神谷とリキの決闘では神谷の命令で梅原と共にギャラリーの1人として見届けた。その後は神谷の決定にも梅原と共に従う意を見せると共に矢沢のことを「嫌い」と公言し、2年最強決定戦の前に矢沢と個人的に戦うも敗北した。しかし彼の強さは認めており、トーナメント出場者の中では内心で檄を飛ばしていた。李のことも認めており、下剋上の際に激闘を繰り広げて彼のことを「天坊の頭脳」と称すると共にその覚悟と心構えを教えるなど後輩思いの一面も見せた。
梅原 豊明（うめはら とよあき）
天坊三人衆"松竹梅"の1人で幹部として天坊を取り仕切っている。スキンヘッドでパーカーを着ることが多く、サングラスをいつもかけているが目は非常に可愛い。神谷とリキの決闘では神谷の命令で竹尾と共にギャラリーの1人として見届けた。その後は神谷の決定にも竹尾と共に従う意を見せ、2年最強決定戦では進行役を務めた。実力は藤村と互角以上に渡り合い、(春木の制止による隙はあったが)彼を殴り倒す程。卒業時の"最後の祭り"では華帝会のシバケンを挑発していた。

#### その他の生徒
白鳥 源三（しらとり げんぞう）
天坊工業に通う生徒。幸ヶ丘中出身。リキとは犬猿の仲で会うたびに小競り合いを繰り広げている。リキと同じクラスの体格の持ち主で髭を生やした老け顔のため、ヤクザと間違えられるなど周りからは怖がられることも多い。その強さは真の天坊最強の実力者であり、矢沢をも上回る程。サブからは「源三が本気を出せば間違いなく天坊で天下を獲れる」と称されているが、本人はそういった事に興味も関心も無く、同世代の幹部とは一定の距離を置いている。そのため学校で趣味の盆栽を勝手にしたり授業をサボるなど気ままに過ごしているため、数少ない取り巻きからは「何しに学校来てんだよ！？」と突っ込まれており、内部でも浮いた存在となっている。中2の時点で現在と変わらない風貌を持っており、スナックでチンピラを撃退したことでママ(美人らしいが40代のバツイチ)からキスされるほど貫禄を持ち、キスの体験を自慢していたことからリキ達には大爆笑されていた。リキとはその頃に知り合い、初めて彼を倒した男だがリキの強さは誰よりも認めている。
3年時での花椿と天坊の抗争にも特に興味は示さなかったが、矢沢との個人的な戦いではスピードで翻弄されるもパワーで押し切り勝利した。「矢沢達だけじゃ花椿には勝てない」と感じていたため、李に抗争の指揮権を要求したが藤村に不意打ちされて病院送りにされた。退院した後はリキとの3年越しのタイマンに臨み、カウンターがまともに入ってしまったことでまさかの一撃でダウンしてしまうもすぐに目を覚まし、「俺を熱くさせるのはお前だけ」と賛辞を送って彼と激闘を繰り広げたが勝敗は不明。
有安 大昇（ありやす たいしょう）
天坊の生徒で通称"アリアス"。三中出身で銀のライバルだが毎回彼を手玉に取っている。かつて天坊の生徒に袋叩きにされていたところを源三に救われた過去を持ち、彼を目標として天坊に入学した(源三は全く覚えていなかった)。入学してすぐに同学年の頭となり、1年時の夏の時点では2年の頭である上杉を倒すなどその実力は折り紙付き。しかし上下関係の厳しい天坊では浮いた存在であり、度重なる喧嘩で退学寸前となっていた。そんな時に銀と再会したが、退学を恐れて消極的になっていたため彼からは激怒された。その後は目を覚まして銀と森脇を襲っていた天坊の3年を殴り、退学が決定した。その際に銀から花椿に来るような誘われるも断り、「自分のやり方で頂点を目指す」と宣言して再会を誓った。
中川（なかがわ）
天坊の生徒。サブとは中学が一緒だったが「チャラチャラした奴」と嫌われている。律子の友人である京子と付き合っていたが浮気をしており、彼女を弄んでいた。それを聞いたリキに制裁として鼻が陥没するほどのパンチを浴びたが、それが花椿と天坊の1度目の抗争のきっかけとなった。
垣内（かきうち）
天坊の生徒で頭髪の一部を染めている。上からの命令でリキを狙って抗争の火種を作ろうとしていたが、途中にあった縁日の射的でムキになるなど自分勝手な性格のため、一緒に行動していた仲間からは「すごく嫌い」と毒づかれていた。サブにわざと殴られることで抗争の火種を作り、後日に加藤諸共彼を失禁するまでリンチした。その後は加藤とサブが復讐しにきたことで大量の天坊生徒と共に迎え撃つもリキに一蹴された。
上杉 勝彦（うえすぎ かつひこ）
2年の頭だったがアリアスに敗北している。凶暴な性格でアリアスを付け狙っている。源三、矢沢と邂逅していたアリアスを見つけて再戦するも再び殴り倒された。

### 華帝会高校
天坊に匹敵する程の勢力を誇る不良校で"金看板"とも称される。作中では後藤と咲田が二大巨頭として君臨しており、後藤派が花椿と激突した。
後藤 健太朗（ごとう けんたろう）
華帝会3年で二大巨頭の内の1人。短髪と大柄な体格が特徴で周りからは"ゴッちゃん"と呼ばれる。咲田に比べて表で幅を利かすタイプではないらしく、裏の番人として華帝会を支えており咲田とは派閥こそ違うが、認め合っている仲で実力もほぼ互角。嘘を吐かれることが大嫌いで、嘘を吐いた者は仲間でも容赦しない。「花椿のドレッド」こと三国田の平島が吐いた嘘がきっかけで花椿との抗争に発展する。かつては後輩や仲間からも「おっかないけど筋を通す男」として慕われていたが、尊敬していた父親が騙されて借金を抱え、酒浸りになってしまったことで「利用される側でなく利用する側の人間になる」と強く思うようになる。そのため携帯も持っておらず、現在は先輩である片桐の工場で住み込みで働いており、彼曰く「仲間に弱みを見せることが苦手」とのこと。花椿との抗争では前述の考えから自身が手を下すことはなく、仲間に任せてばかりいたため、周りからは不信感を抱かれ始めていた。さらに打倒天坊を目指す咲田と意見が衝突し、彼と咲田派のNo.2であるシバケンを潰したことで咲田派だけでなく身内からも孤立してしまう。その後は抗争の原因でもある平島の立ち会いのもと、菊雄やヒロポンの敵討ちに燃えるリキとタイマンで対決し、死闘の末に敗北した。決着後は自身のもとを訪れた咲田から「何度負けても這い上がって最後に勝てれば良い」と諭され、吹っ切れた表情を見せて彼と和解した。
卒業時は就職先が決まり、父親も少しずつ仕事に復帰していることから借金完済の兆しが見えてきていることを窺わせ、咲田をはじめとする同級生達からは新たな船出に対するエールが送られていた。
咲田 守（さきた まもる）
華帝会3年で二大巨頭の内の1人。リーゼントが特徴で周りからは"咲っちゃん"と呼ばれる。表で派手に立ち回るタイプらしく、表向きには華帝会を仕切っている。後藤とは派閥こそ違うが認め合っている仲で実力もほぼ互角。かつて天坊の神谷と対決して敗れ、病院送りにされたことから神谷へのリベンジ及び打倒天坊に燃えている。そのため花椿との抗争を拡大させる後藤に対して不満を抱くようになり、一丸となって天坊との抗争を続けることを主張するも後藤から「ビビってる」と言われたことで激怒、激闘を繰り広げるも敗北し二大派閥崩壊へと繋がってしまった。しかし本人は負けたとは思っておらず、シバケンの敵討ちも含めて殴り込みをしていたところに居合わせた先輩の片桐から後藤の事情を聞き、彼から「後藤に頼りすぎていた部分もあったのではないか」と諭され、その言葉を重く受け止めた様子を見せて去って行った。その後は千葉と共にリキと激闘を繰り広げている後藤を探しに行き、リキに敗北した後藤に「何度負けても這い上がって最後に勝てれば良い」と諭し、無事に和解した。
卒業時は借金完済のために頑張っていく後藤を応援し、"最後の祭り"では各校の代表として神谷へのリベンジに燃えていたが石川からの「神谷と後藤に負けているなら俺にも参加させろ」という指摘が大乱闘のきっかけとなっていた。

#### 後藤派
千葉 悠三（ちば ゆうぞう）
後藤派No.2でニット帽を被っている。後藤の片腕として派閥をまとめ、周りの声にも耳を傾けると共に身内で後藤に意見できる唯一の男。後藤からも認められており、本人の実力も高い。昔とは変わってしまった後藤に対して不信感を抱いており、その過程で後藤の事情を知ってしまう。後藤のことは純粋に慕っており、そのため暴走する彼の身を案じ、咲田と共に捜索に行くなどの一面を見せた。
田原 年彦（たはら としひこ）
後藤派3年。リーゼントが特徴。
横井 鉄男（よこい てつお）
後藤派3年。帽子を被っている。
箕輪 久（みのわ ひさし）
後藤派2年。片目にかかる程の長髪が特徴でリキからは「キタロー」と呼ばれたこともある。周りからは「卑怯が服着ている男」「ロクな死に方しない」と言われているが、本人は策略家を自称している。抗争では後藤の指示で不意打ちで菊雄に重傷を負わせ、ヒロポンにも深い傷を与えた。その後は復讐に燃えるリキ達の罠に嵌まり、助っ人をけしかけるも潰されてしまう。最後は狼狽し、リキに配管で吹き飛ばされて敗北した。

#### 咲田派
柴田 謙吾（しばた けんご）
咲田派No.2で通称"シバケン"。メッシュと顔の傷が特徴で血の気が多い性格。咲田からは大切に思われており、後藤も一目置いている。花椿との抗争の過程で咲田を潰されたことで後藤への加勢を拒否していたが、それを聞いた後藤に鼻を折られて痛めつけられた。
卒業時でも登場しており、"最後の祭り"では天坊の梅原に挑発されていた。
奥 圭介（おく けいすけ）
咲田派3年。一応咲田派に入っているが本人はどっちつかずの態度を取っている。しかし後藤のことを心配し、彼とリキの激闘を見守っていた。天然ボケな性格。
卒業時でも登場し、本人は「3年間あったら将来について考えられた」と言っていたため、千葉からは「何しに学校来てたんだ」と呆れられていた。
安藤 満（あんどう みつる）
咲田派3年。金髪が特徴。

#### 華帝会関係者
岡野（おかの）松田（まつだ）
箕輪の中学の同級生で元・天坊の生徒。大柄な方が岡野でキャップを被っているのが松田。天坊にいた頃にムカつく上級生を闇討ちして意識不明の重体にしたことがあり、バレる前に退学しているなど危険な2人組。本人達は「くだらないルールが多すぎる」などと不満を抱いていたようで愛着も全くない。岡野の方は「神谷とも五分で戦える」と自称しているが松田によると「完全にビビっていた」模様。花椿との抗争では箕輪の助っ人として参戦し、対リキ用の兵器としてぶつかるも岡野は達也にも完敗、松田はヒデボーに敗北した。
片桐 育夫（かたぎり いくお）
後藤達の1つ歳上で華帝会の卒業生。糸目と目尻の傷が特徴。現役時代は華帝会のNo.3の座に就いており、後輩の面倒見も良かったため慕われていた。現在は実家の工場を手伝っており、借金を抱えている後藤を雇っている。咲田達に後藤の事情を打ち明けると共に不仲だった彼らに和解するように諭していた。

### 三国田商業高校
平島 信也（ひらしま しんや）
三国田商業の頭。広島からの転校生のため広島弁で喋る。ドレッドヘアが特徴で舎弟を2人ほど連れている。最強の称号を目指し、三国田に転校してきてからは近隣の高校の頭を潰して回っており、その過程でリキ達と知り合う。考えるより先に手が出る性格のため、自身が原因で華帝会と花椿の抗争の火種を作ってしまい、そのせいで菊雄が重傷を負ってしまった。それに怒ったリキと成り行きで対決。結果は敗北したが、サブによると途中まで互角以上に渡り合っていたようで「街でも5本の指に入る」と称され、それ以来天坊の李からも要注意人物として見られている。しかし責任も感じていたようで菊雄にお詫びとして見舞金を払い、リキと後藤のタイマンの立ち会い人も務めた。3年になってからは特に大きな動きは無い。
町田 律子（まちだ りつこ）
三国田商業に通う生徒。容姿端麗でクラスメートからも想いを寄せられている。リキとは通学途中の電車で初めて出会い、落とした学生証を届けてもらったことがきっかけで縁を持つようになる。リキからは想いを寄せられており、一度告白されるも彼が逃げてしまったため有耶無耶になってしまったが、物語終盤でも煮え切らない態度を取る彼に「意気地なし」とこぼしていた。
京子（きょうこ）
律子の友人。天坊の中川のことを本気で愛していたが彼には弄ばれていた。そのことにショックを受けていたところを交通事故に遭い、入院してしまった。街の不良事情に詳しく、初期はリキと源三のことを「バカ犬とアホ猿」などと酷評していたが、退院後はリキに素直にお礼を言うなど彼に対する見方が変わったことを窺わせた。子供が好きらしく、リキの家の近所の学童で働いている。

### 酒江田西高校
浜渦 優一（はまうず ゆういち）優二（ゆうじ）
酒江田西高に通う1歳差の兄弟。兄の雄一がリキ達と同世代。小柄な方が兄で、大柄な方が弟。名字をもじって"ハマーズ兄弟"と呼ばれており、街でもちょっとした有名人。しかし実際は1度でも目をつけた相手にはしつこく勝負を挑み、例え撃退しても何度でも挑戦しに来るなど非常にしつこいため周りからは煙たがられており、馬鹿呼ばわりされている。なお、本人達はこのことに気づいていない。そのためリキを「永遠のライバル」とし、幾度となく勝負を挑んでは一蹴されている。また物事に影響されやすいのか、真似事で格闘技を始めたりするが実戦で役に立つことは殆どない。時には喧嘩もするが基本的に兄弟仲は極めて良好で小学生の弟がいる。
吉坂 弘也（よしさか ひろや）
酒江田西高の生徒でハマーズ兄弟と行動を共にしている。本人は常識人のため毎回彼らの暴走を止めており、気苦労が絶えない。しかし兄弟からは「アホの自分達にも接してくれる良い奴」と大切に思われている。
白戸 竜二（しらと りゅうじ）
酒江田西高に転校してきた男。転校先でのし上がるためにハマーズ兄弟に近づき、彼らの異名を褒めたことで仲良くなる。自身は"カミソリ竜二"を自称している(兄弟は「シブイ」と感動していたが、吉坂には「昭和かよ」と突っ込まれていた)。しかし中学時代の同級生から異名の由来(包茎をカミソリで切ろうとしたこと)と昔はパシリだったことをバラされ、その彼氏に馬鹿にされてしまうも兄弟が怒ってくれた(彼らも包茎だったため)ことに感謝した。

### JET団
街でも有名なバイクチーム。名前こそ「ふざけている」と言われているものの実際は走り、喧嘩、どれを取っても一流のアウトロー集団。何故か花椿とは昔から水と油の関係。
石橋 竜助（いしばし りょうすけ）
9代目JET団のNo.3。祖父が農家を営んでいるらしく、高校には行っていないがリキ達と同世代。9代目を率いているのは1世代上のためNo.3の座に甘んじているだけであり、その実力は高く次期ヘッド候補筆頭と目されている。ひょんなことからリキと知り合い、自身の喧嘩が原因で彼が孵そうとしていた卵ちゃん(コンビニで買ったため当然無精卵)が割れてしまったため、そのお詫びとして実家の鶏が産んだ有精卵をプレゼントし、無事に"幸太郎"が誕生した。それ以来リキとは五分の兄弟分となった。
その後は10代目を襲名したとされるがほぼ登場せず、リキ達の卒業時には花椿の1年とJET団が揉めたものの結局動きは無かった。

### その他の高校・チーム

#### ゴリラ
植田 健（うえだ けん）
達也の中学時代の先輩で一時期転校したらしいが現在は街に戻ってきており、"ゴリラ"というチームを率いている。"狂健"の異名の通り喧嘩になると非常に恐ろしく、彼の喧嘩ぶりを見たヒデボー達も「メチャクチャ強い」と評している。しかし喧嘩の時以外は仲間思いで優しい性格であり、初対面のルナに対してもフレンドリーに話しかけている。そのため達也からは尊敬されている。中学時代の同級生である"ラッシュ"のリーダー・赤井とは犬猿の仲で、その抗争の過程でルナが巻き込まれたため達也からは殴打される。しかし本人は逆上するどころか責任を感じ、1人ででもラッシュに殴り込もうとするなど器の大きさも窺わせた。その後は赤井との激闘を制し、抗争は終結した。
谷中 ミツル（やなか ミツル）
ゴリラのメンバー。

#### ラッシュ
赤井 亮司（あかい りょうじ）
植田の同級生で"ラッシュ"のリーダー。実家が金持ちらしく、金にモノを言わせて勢力を拡大しているが植田からは「魅力がないだけ」と酷評されている。かつて仲間を売ったことで孤立してしまった過去を持ち、それを恐れて金で信頼を繋ぎ止めている。しかしNo.2の堂元からは純粋に慕われており、失敗を犯した仲間に対しても制裁を加えることは殆どしないため、(金が絡んでいたとは言え)仲間からも慕われていた。ゴリラとの抗争で植田や達也をはじめとする花椿のメンバーに乗り込まれ、植田とタイマンで対決する。実力では植田に圧倒されるものの何度も立ち上がり、最後は立ったまま気絶したなど凄まじい根性を見せつけた。抗争後は前述の通り仲間を金で繋ぎ止めていたが自身の金だけでは限界があり、犯罪行為に手を染めていたことが発覚して逮捕されてしまった。しかし、堂元をはじめとする幹部達は赤井に罪を擦りつけるようなことはしなかったため、それを聞いて初めて穏やかな表情を見せたという。
堂元 光（どうもと ひかる）
ラッシュのNo.2。赤井と対照的に規律や面子に厳しく、仲間にも容赦なく制裁を加えるため恐れられている。昔は一匹狼だったらしいが、そんな自分を拾ってくれた赤井のことは純粋に慕っており、彼が植田に敗北した後は「手を出すな」という指示を守って引き下がった。抗争後は赤井やその他の幹部たちと共に行った犯罪行為が発覚して逮捕されてしまったが、罪を擦りつけることはなかった。

#### 豊北高校
豊北高の男（仮称）
豊北高に通う生徒。中学時代から片想いしている女性がいたらしく、告白するも振られてしまう。その理由が数日前にヒデボーにナンパされて彼を好きになってしまったことであったためショックを感じ、怒りのあまり花椿に殴り込んできた。実力はヒデボーと互角以上に渡り合い、コンクリートの壁を蹴りで粉砕する程高い(女子とは全く縁のない花椿の生徒からはかなり応援されていた)。その後はヒデボーからお詫びとして「ヤレる女」を紹介してもらうことになったが勘違いからトラブルに巻き込まれてしまい、後に誤解は解けたものの「ヒデボーのことを疑ってしまった自分に女を紹介してもらう資格はない」と言い残して去って行き、結局最後まで名前が明らかになることはなかった。なお、彼が去った後にカズと菊雄がおこぼれを貰おうとしたが「ヤレる女」が現れることはなかった(どの女性も都合が悪かったため)。

#### 横山高校
喜多（きた）
横山高の頭。カミソリ竜二のことを馬鹿にしたが、ハマーズ兄弟に恐れをなして引き下がった(彼らが非常にしつこく、面倒なため)。他にも名前のみ登場する描写がある。

#### 所属不明
松葉杖の男（仮称）
通っている高校は不明。仲間が横山高の喜多にやられてしまったため、その仇を取るべく仲間の松葉杖を持って満員バスに乗っており、自分は立っていた。しかしそこにリキが現れ、自身のことを怪我人と勘違いした上に席を確保してもらったが本当のことを言い出せず、調子が狂ってしまった。

#### 明石谷水産高校
平島の舎弟の口から存在のみ語られた高校。花椿、天坊、華帝会にも引けを取らない不良校と言われていたが、劇中未登場。

### 過去編

#### 柳二中
熊田 龍吉（くまだ たつきち）
柳二中2年。リキの相棒で通称"クマタツ"。当時のリキにも劣らないほど喧嘩っ早く、リキも彼のことを片腕としても見ていた。母親はおらず団地で祖母と2人暮らしをしており、父親は借金や酒に溺れてしまったため仲は良くない。リキや馬原とつるむなかで源三などとも知り合い、やがて柳二中、前ノ沢中、間崎五中による連合のNo.2となる。前ノ沢中の判野からはリキの腰巾着と見られていたため険悪だったが、タイマンや境遇が似ていたことから仲良くなる。祖母が倒れてしまい、それを聞いたリキ達がバイトをしたものの些細なことから疎遠となってしまい、判野も金を作るために犯罪行為に手を染めていたことを知って動揺する。その後は彼らとの蟠りは無くなったものの判野を狙うミャンマーに痛めつけられていたところをリキに救われた。その後は責任を取るべく自首した判野を見届け、家族で再起するために名古屋に引っ越し、偶然同じ土地に引っ越してきていた馬原と再会した。
馬原 太（まはら ふとし）
柳二中3年でボロボロの歯が特徴。本人によると父親は転勤族であり、優秀がゆえに各地を飛び回っていることから自身も転校を繰り返しているとのこと。転入早々3年のトップに立ち、リキを呼び出すも一撃で敗北。その後はクマタツと3人でつるむようになる。祖母が倒れてしまったクマタツのためにリキと共に夏休みを全てバイトに費やし、その際には金を稼ぐことの大変さと達成感に浸っていた。しかしクマタツとは疎遠になってしまい、さらに父親の転勤で再び引っ越すこととなり、「最高に楽しかった」と言い残して去って行った。その後は名古屋で幅を利かせていたところでクマタツと偶然再会した。
栗木 裕希夫（くりき ゆきお）
柳二中3年トップでその実力はリキ達にも一目置かれているが、馬原に敗北した。
佐野 裕一（さの ゆういち）
柳二中3年。

#### 前ノ沢中
判野 義一（ばんの よしかず）
前ノ沢中2年頭。坊主頭が特徴。父親がおらず、母親も息子達がいながら堂々と愛人を連れ込み、不貞行為に耽るような人物のため家庭環境は複雑。当初はクマタツのことを敵視していたもののタイマンと彼の境遇を知ってからは仲良くなる。クマタツの祖母が倒れてしまった際には金を工面するために犯罪行為にまで手を染め、ミャンマーに狙われてしまう。やがてミャンマーに捕まって痛めつけられてしまうもリキに救われ、ケジメとして殴り飛ばされた。その後は警察に自首し、現在は真面目に働いている。
藤原 健吾（ふじわら けんご）
前ノ沢中3年頭。ミャンマーに痛めつけられて骨を折られた。

#### 間崎五中
笹村 一登（ささむら かずと）
間崎五中3年。ミャンマーに重傷を負わされた。
増岡 要（ますおか かなめ）
間崎五中3年。ミャンマーに重傷を負わされ、リキに彼の情報と花椿について教えた。

#### 親族など
クマタツの祖母（仮称）
クマタツの祖母で孫と共に団地で暮らしている。孫達のことを「悪ガキ」と毒づいているものの彼らのことが大好きであり、いつもご飯を振る舞っている。後に倒れて入院してしまう。
クマタツの父親（仮称）
クマタツの父親。昔は真面目に男手ひとつで息子を育てていたが、酒とギャンブルに溺れて借金を繰り返し、逃げ回っていた。そのため息子との仲は良くない。実母が倒れた時でさえ逃げ回っていたがやがて改心し、再起するために家族共々名古屋へ引っ越して行った。
判野の母親（仮称）
判野の母親。一応息子のことは働いて育てているものの男癖が悪く、息子達が家にいながら堂々と愛人を連れ込んで不貞行為に耽るなどしている。

#### その他
梅村（うめむら）
棚牡丹会構成員。源三のことを気に入っており、スカウトもしている。見た目は普通のサラリーマンだが気迫は凄まじく、リキ達や源三を囲っていたジン達に「今後一切彼らに近づかないように」と警告し、リキ達もその怖さを思い知らされた。
宮間 一馬（みやま かずま）
元・花椿の生徒で通称"ミャンマー"。花椿でも手がつけられず、退学させられた極悪人。実力も高く、当時のトップである塚原にも劣らないと称されている。知り合いが判野に闇討ちされたことで彼を狙っており、前ノ沢中の生徒達を痛めつけてまわっていた。その後はクマタツと判野を痛めつけていたところに現れたリキとタイマンになるも完敗した。
塚原 匠（つかはら たくみ）
当時の花椿のトップ。周りよりも一回り以上小柄で子供っぽい見た目だが、本人は気にしていない様子。花椿に乗り込んできたリキに対しても優しく接し、彼の勇気を称賛した。しかし同時に花椿の生徒達を黙らせるほどの気迫と狂気も併せ持っており、リキも圧倒される程。ミャンマーとの決着をつけに行くリキに花椿進学を勧めた。
国分 忠二（こくぶ ちゅうじ）
当時の花椿No.3で塚原の片腕。不満を言いつつもリキを案内したりするなど面倒見の良い性格。実力も高く、ミャンマーの仲間をボディブロー1発で悶絶させた。

### 親族など

#### 早乙女家
リキの母（仮称）
リキの母親。昔から身体が大きく、悪さばかりしているリキに対しても強気に出る肝っ玉母ちゃん。しかし息子のことは心の底から大切に思っており、リキ自身も頭が上がらない。
早乙女 サチコ（さおとめ サチコ）
リキの妹で兄にそっくり。リキからは溺愛されている。
早乙女 優香（さおとめ ゆうか）
リキの従姉妹でサチコ同様リキにそっくり。内気な自分に初めて話しかけてくれた男子に想いを寄せており、リキとは恋の相談相手。その男子が引っ越してしまう際に想いを伝えようとするも結局叶わなかった。しかしその男子と初めてちゃんとした会話を交わすことができたため後悔はしておらず、リキの恋路を応援した。

#### その他の親族・関係者
田代 道子（たしろ みちこ）
達也の幼馴染で"ルナ"を自称しており、事あるごとに達也に「抱いて」と口走っている。ヒデボーからは「盛りのついたメスブタ」と言われるほど容姿は悪いが、片親の達也のために弁当を手作りするなど優しい性格。食欲も凄まじく、ラーメンを食べた際には替え玉を6回している。ゴリラとラッシュの抗争に巻き込まれて怪我を負ってしまうが、無事に退院した。
浜渦 トオル（はまうず トオル）
ハマーズ兄弟の弟。兄によると出来が良いらしいが不良の道に走ってしまったらしく、彼らの願いを聞いたリキが更生させようとした。リキからは中学生と思われていたが実際は小学生で剃り込みを入れてハイウエストを着用していた。さらに「出来が良い」という評価も兄の基準での話であり、本人の学力も小5でようやく九九が言えるようになった程(兄達は3の段までしか言えない模様)。
春木の父親（仮称）
春木の父親で「春木宝石堂」の社長。かつてローカルのテレビ局で出演者を身内のみにすることで予算をギリギリまでケチり、嫌味なほど宝石をジャラジャラつけたCMがきっかけで有名になった。リーゼントにチョビ髭、蝶ネクタイという胡散臭い身なりだが、家族とは「ダディ」「マミィ」「マイ・サン」と呼び合うなど仲は極めて良好なで近所とも仲が良い模様。「自身がデザインした宝石を1人でも多くの人に届けたい」という夢を叶えるために田舎から出てきており、現在はその夢を叶えている。職業柄身を守るために空手を修めており、息子に空手を叩き込んだ人物でもある。中学まではエリートだった息子に「男を磨いてきなさい」と天坊入学を勧めるなど変わり者(妻とは大喧嘩になった模様)。花椿と天坊の2度目の抗争の前に入院が決まり、息子は父親に一勝を捧げるためにも加藤と対決、勝利した。なお、病名は内痔核(イボ痔)。
矢沢の父親（仮称）
矢沢の父親。「何度転んでも立ち上がってほしい」という意味で息子に「大起」と名付けた。開業医として「矢沢医院」を経営していたが、経理の男に資金を持ち逃げされたことで資金繰りに苦しみ、自殺してしまったため矢沢に深い傷を与えた。花椿と天坊の2度目の抗争でリキと死闘を繰り広げる息子のもとを訪れた模様。その後は息子が墓参りに訪れ、近況を報告されたと共に彼の仲間を紹介されていた。

## 書誌情報
- 高橋ヒロシ（原案）・永田晃一（作画）『Hey!リキ』少年画報社〈ヤングキングコミックス〉、全31巻
  1. 2004年8月初版発行[5]、ISBN 4-7859-2442-X
  2. 2004年11月初版発行[6]、ISBN 4-7859-2472-1
  3. 2005年3月初版発行[7]、ISBN 4-7859-2509-4
  4. 2005年8月初版発行[8]、ISBN 4-7859-2556-6
  5. 2005年12月初版発行[9]、ISBN 4-7859-2586-8
  6. 2006年5月初版発行[10]、ISBN 4-7859-2630-9
  7. 2006年9月初版発行[11]、ISBN 4-7859-2667-8
  8. 2006年12月初版発行[12]、ISBN 4-7859-2725-9
  9. 2007年6月初版発行[13]、ISBN 978-4-7859-2777-6
  10. 2007年10月初版発行[14]、ISBN 978-4-7859-2843-8
  11. 2008年2月初版発行[15]、ISBN 978-4-7859-2898-8
  12. 2008年5月初版発行[16]、ISBN 978-4-7859-2953-4
  13. 2008年10月初版発行[17]、ISBN 978-4-7859-3037-0
  14. 2009年2月初版発行[18]、ISBN 978-4-7859-3102-5
  15. 2009年7月初版発行[19]、ISBN 978-4-7859-3182-7
  16. 2009年11月初版発行[20]、ISBN 978-4-7859-3252-7
  17. 2010年5月初版発行[21]、ISBN 978-4-7859-3370-8
  18. 2010年7月初版発行[22]、ISBN 978-4-7859-3415-6
  19. 2010年12月初版発行[23]、ISBN 978-4-7859-3529-0
  20. 2011年3月初版発行[24]、ISBN 978-4-7859-3582-5
  21. 2011年9月初版発行[25]、ISBN 978-4-7859-3680-8
  22. 2012年1月初版発行[26]、ISBN 978-4-7859-3756-0
  23. 2012年5月初版発行[27]、ISBN 978-4-7859-3837-6
  24. 2012年11月初版発行[28]、ISBN 978-4-7859-3950-2
  25. 2013年3月初版発行[29]、ISBN 978-4-7859-4025-6
  26. 2013年7月初版発行[30]、ISBN 978-4-7859-5069-9
  27. 2013年11月初版発行[31]、ISBN 978-4-7859-5148-1
  28. 2014年4月初版発行[32]、ISBN 978-4-7859-5264-8
  29. 2014年8月初版発行[33]、ISBN 978-4-7859-5345-4
  30. 2014年12月初版発行[34]、ISBN 978-4-7859-5441-3
  31. 2015年4月初版発行[35]、ISBN 978-4-7859-5520-5